# Yezoceryx biumbratus
Yezoceryx biumbratus är en stekelart som först beskrevs av Morley 1913.  Yezoceryx biumbratus ingår i släktet Yezoceryx och familjen brokparasitsteklar. Inga underarter finns listade i Catalogue of Life.